# بيشة غون (دجغان)
بیشة غون (بالفارسية: پیشه گون) هي قرية تقع في إيران في بلدة دزكان. يقدر عدد سكانها بـ 208 نسمة .